# لآتسن
لاتسن (بالألمانية: Laatzen) هي بلدة ألمانية تقع في ألمانيا في Hanover region. يقدر عدد سكانها بـ 42,260 نسمة .

## المدن التوأمة
مدينة غوبن هي مدينة توأمة لـلاتسن.

## أعلام
- هيلغا هينينج
- مارسيل هالستنبيرغ